# Margaret Chen
Margaret L. Chen (sinh năm 1951) là một nhà điêu khắc người Jamaica gốc Trung Quốc. Nhiều tác phẩm của cô, như loạt thảo nguyên, phản ánh các khía cạnh trong di sản của cô.
Chen được đào tạo tại Trường Nghệ thuật và Thủ công Mỹ nghệ Jamaica và sau khi tốt nghiệp, cô chuyển đến Canada để theo đuổi việc học thêm tại Đại học York. Sự nghiệp của cô bắt đầu với các triển lãm ở Toronto, nhưng cô đã trở lại Jamaica cho chương trình solo đầu tiên của mình. Mảnh của cô thường lớn và rất chi tiết. Một bức phù điêu trong loạt thảo nguyên được tổ chức bởi Phòng trưng bày Quốc gia Jamaica. Loạt Steppe phần lớn lấy cảm hứng từ công việc kinh doanh của gia đình cô, sản xuất đồ nội thất.